# Szabad Lista
A Szabad Lista (Freie Liste, FL) egy zöld párt Liechtensteinben, amelyet 1985-ben alapítottak.

## Története
A párt 1986-ban indult a választásokon, de ezen a választáson és az 1989-es választásokon sem lépték túl a küszöbértéket, így nem kerültek be a parlamentbe.
1993-ban először lépte túl a párt a nyolc százalékos küszöböt, és több mint 10%-kal végzett a választásokon, és ugyanebben az évben az előrehozott választásokon 8,5%-kal képes volt megszilárdulni, bár ez azóta is a párt történetének legrosszabb eredménye maradt. 1997-ben 11% fölé emelkedett, de 2001-ben némileg visszaesett, és a 2005-ös választásokon a szavazatok 13,3% -át kapta, és így a 25 mandátum közül hármat nyert el. A 2009-es választásokon 8,9 százalékra esett vissza, és csak egy mandátumot tudott szerezni. A 2013-as választásokon az eredményük meghaladta a 11 százalékot, így ismét három helyet kapott a párt a Landtagban. A 2017-es választásokon a szabad lista 1,5%-ot emelkedett, de ez nem változtatta meg a helyek számát.
A 2019-es önkormányzati választások óta az FL tizenegy helyi tanács közül hétben képviselteti magát.

## Politikai álláspont
A pártprogram központi témái a nemek közötti egyenlőség, a társadalmi igazságosság és szolidaritás, a környezetvédelem, a közlekedéspolitika és a külföldiek integrációja. Konzervatív hozzáállása miatt kritizálja a liechtensteini római katolikus egyházat, a vaduzi főegyházmegyét és Wolfgang Haas érseket is.

## Fordítás
Ez a szócikk részben vagy egészben  a   Freie Liste című német Wikipédia-szócikk fordításán alapul.  Az eredeti cikk szerkesztőit annak laptörténete sorolja fel. Ez a jelzés csupán a megfogalmazás eredetét és a szerzői jogokat jelzi, nem szolgál a cikkben szereplő információk forrásmegjelöléseként.